# WTA-toernooi van Toronto Future
Het WTA-toernooi van Toronto Future was een tennistoernooi voor vrouwen dat van 1978 tot en met 1981 plaatsvond in de Canadese stad Toronto. De officiële naam van het toernooi was Avon Futures of Toronto.
De WTA organiseerde het toernooi, dat in de categorie "Futures" viel en werd gespeeld op hardcourtbinnenbanen.
Er werd door 32 deelneemsters per jaar gestreden om de titel in het enkelspel, en door 16 paren om de dubbelspeltitel. Aan het kwalificatietoernooi voor het enkelspel namen 32 à 64 speelsters deel, met vier à acht plaatsen in het hoofdtoernooi te vergeven. Voorafgaand aan het kwalificatietoernooi werd meestal een pre-kwalificatie gehouden, met een variërend aantal deelneemsters (circa 90 in 1980).

## Enkel- en dubbelspeltitel in één jaar
| speelster    | in het jaar |
| ------------ | ----------- |
| Sharon Walsh | 1978        |

## Finales

### Enkelspel
| Datum      | Naam                    | ($)    | Ondergrond        | Winnares             | Verliezend finaliste | Uitslag       | bron  |
| ---------- | ----------------------- | ------ | ----------------- | -------------------- | -------------------- | ------------- | ----- |
| 1978-02-06 | Avon Futures of Toronto | 20.000 | hardcourt, binnen | Sharon Walsh         | Helena Anliot        | 4-6, 6-4, 7-6 | [ 1 ] |
| 1979-01-29 | Avon Futures of Toronto | 25.000 | hardcourt, binnen | Barbara Potter       | Bettina Bunge        | 6-1, 6-4      | [ 4 ] |
| 1980-02-11 | Avon Futures of Toronto | 25.000 | hardcourt, binnen | Paula Smith          | Glynis Coles         | 6-4, 6-3      | [ 5 ] |
| 1981-01-12 | Avon Futures of Toronto | 30.000 | hardcourt, binnen | Claudia Kohde-Kilsch | Nina Bohm            | 4-6, 6-2, 7-5 | [ 6 ] |

### Dubbelspel
| Datum      | Naam                    | ($)    | Ondergrond        | Winnaressen                      | Verliezend finalistes            | Uitslag       | bron  |
| ---------- | ----------------------- | ------ | ----------------- | -------------------------------- | -------------------------------- | ------------- | ----- |
| 1978-02-06 | Avon Futures of Toronto | 20.000 | hardcourt, binnen | Bunny Bruning Sharon Walsh       | Mimmi Wikstedt Jane Stratton     | 6-4, 7-5      | [ 1 ] |
| 1979-01-29 | Avon Futures of Toronto | 25.000 | hardcourt, binnen | Bunny Bruning Rayni Fox          | Brigitte Cuypers Renáta Tomanová | 6-4, 6-2      | [ 4 ] |
| 1980-02-11 | Avon Futures of Toronto | 25.000 | hardcourt, binnen | Marjorie Blackwood Pam Whytcross | Lea Antonoplis Kimberly Jones    | 3-6, 7-6, 6-3 | [ 5 ] |
| 1981-01-12 | Avon Futures of Toronto | 30.000 | hardcourt, binnen | Marjorie Blackwood Susan Leo     | Claudia Kohde-Kilsch Eva Pfaff   | 5-7, 7-6, 7-6 | [ 6 ] |

ITF-toernooien (mannen en vrouwen)

ATP-toernooien (mannen) – ATP-seizoen 2025

WTA-toernooien (vrouwen) – WTA-seizoen 2025

Voormalige toernooien mannen
Voormalige toernooien vrouwen
Voormalige amateurtoernooien